# Gossypium herbaceum
Gossypium herbaceum L. è una pianta angiosperma dicotiledone appartenente alla famiglia delle Malvacee originaria dell'Asia.

## Usi
È una delle specie di Gossypium coltivate e commercializzate per la produzione di fibra tessile.